# ريد سكوت
ريد سكوت (بالإنجليزية: Reid Scott)‏ هو ممثل أمريكي، ولد في 19 نوفمبر 1977 بألباني في الولايات المتحدة.

## أعمال

### أفلام
- (2015) المتدرب[5][6]
- (2016) الحجاب
- (2017) البيت مرة ثانية
- (2018) فينوم

### مسلسلات
- نائبة الرئيس

## وصلات خارجية
- ريد سكوت على موقع IMDb (الإنجليزية)
- ريد سكوت على موقع ألو سيني (الفرنسية)
- ريد سكوت على موقع قاعدة بيانات الفيلم (الإنجليزية)